# Srčna kap za laike
Srčna kap oz. akutna srčna kap, (strokovno akutni miokardni infarkt), tudi (akutni) srčni napad je pojav pri katerem zaradi zapore ene od glavnih žil, ki oskrbujejo srce (koronarne arterije) s krvjo in potrebnimi hranili (kisik) pride do odmrtja srčnega tkiva (miokarda). Takšno prekinitev oskrbe srca s krvjo in potrebnimi hranili imenujemo tudi strokovno ishemija srca, ki privede odmrtja srčne mišice oz. nekroze srčnega tkiva.
V večini primerov je srčna kap rezultat ishemične bolezni srca, z drugo besedo tudi bolezni koronarnih arterij ali koronarne bolezni srca, vso troje pa poimenuje stanje pri katerem gre za zaporo ene ali več glavnih žil srca (arterij) zaradi zadebelitve žilne stene. Takšnemu pojavu pravimo tudi ateroskleroza. Do zadebelitve žilne stene v večini primerov pride zaradi kopičenja maščobnih celic (lipidov) na stene žil, v kolikor se ta zadebelitev stopnjuje včasih ta nanos maščobnih celic (plak) se vname in poči, posledično se v krvnem sistemu sproži sistem za strjevanje (koagulacijo) krvi, ki povzroči nalaganje krvnih strdkov v procesu, ki mu pravimo tromboza. V kolikor se ta proces stopnjuje in se pojavi tako imenovana zožitev žile (stenoza), včasih se pojavi tudi popolna zapora žile, ki privede do pojava srčne kapi. Del srčne mišice, ki ob tem odmre nadomesti brazgotinsko tkivo, ki na posameznika, glede na nastalo škodo, nima funkcionalnega vpliva ali pa nanj pusti dolgotrajne, fiziološko pomembne posledice.
Čeprav je mnogo srčnih kapi posledica prav zadebelitve oz. zapore žile, ki oskrbuje srčno mišico, so lahko včasih za nastanek srčne kapi odgovorna tudi druga zdravstvena stanja. Mednje lahko prištevamo razne prirojene (genetske) napake srca in ožilja, povečana naklonjenost k tvorbi krvnih strdkov (hiperkoagulabilnost), zloraba nekaterih prepovedanih substanc (npr. kokain), avtoimunska stanja kot sta npr. revmatoindni artiritis in sistemski eritemski lupus, včasih tudi spontano krčenje žil (spazem) ali pa tudi krvni strdek (tromb), lahko tudi delček druge snovi (embolus), ki zaide v koronarne arterije in se tam zatakne.
Idealno je, da nastalo težavo odpravimo oz. jo diagnosticiramo še preden nastopijo simptomi, saj v večini primerov izražena simptomatika nakazuje na trenutno aktivni proces oz. na že dalj časa trajajoči dogodek, ki je na srčno mišico že pustil resnejše posledice. Ravno zaradi tega je pomembno, da osebe, ki spadajo v rizično skupino za razvoj srčne kapi poskrbijo za ustrezno preventivo, ter da se udeležujejo rednih preventivnih zdravstvenih pregledov. meow meow

## Dejavniki tveganja
V osnovi lahko razdelimo dejavnike tveganja za nastanek srčne kapi v 3 kategorije, in sicer v dejavnike tveganja, ki niso pod našim vplivom volje oz. na katere nimamo vpliva, dejavnike tveganja na katere lahko vplivamo, bodisi z določeno terapijo z zdravili ali pa enostavno s spremembo lastnega življenjskega sloga. V tretjo skupino lahko uvrstimo dejavnike tveganja, ki posledično lahko prispevajo k razvoju srčne kapi, a vendar ni znanstveno opredeljena njihova pogostost pojave.
1. Dejavniki tveganja na katere nimamo vpliva:
  - Starost (pojavnost srčne kapi se poveča po 65. letu starosti za oba spola),
  - Spol (incidenca pojavnosti je večja za moški spol ne glede na starost),
  - Dednost (otroci staršev z srčno-žilnimi (kardio-vaskularnimi) obolenji so veliko bolj naklonjeni za obolevanju kasneje v življenju,
  - Obstoječe srčno-žilne bolezni, vključno s prirojenimi genetskimi srčnimi napakami (artefakti),
  - Druga bolezenska stanja, ki posredno vplivajo na druge dejavnike tveganja za razvoj srčne kapi kot npr. visoka raven holesterola v krvi (lipidi v krvi – trigliceridi in LDL holesterol), motnje v strjevanju (koagulaciji) krvi, sladkorna bolezen ipd...[3]
2. Dejavniki tveganja, ki so pod našim vplivom:
  - Kajenje (kadilci so dokazano izpostavljeni večjemu tveganju za razvoj srčne kapi, v primerjavi z nekadilci),
  - Fizična aktivnost (redna in ustrezna telesna aktivnost pomembno pripomore pri preprečevanju različnih srčno-žilnih obolenj),
  - Debelost (dokazano je, da ljudje z odvečnimi telesnimi maščobami so bolj nagnjeni k nastanku srčne kapi in razvoju ostalih srčno-žilnih obolenj),
  - Sladkorna bolezen (obstoječa sladkorna bolezen izrazito poveča možnost nastanka srčne kapi),[3]
3. Dejavniki tveganja, ki bistveno pripomorejo k nastanku srčne kapi:
  - Alkohol (uživanje velikih količin alkohola zviša vrednosti krvnega tlaka, ki posledično vpliva na razvoj srčnih obolenj ter drugih bolezni),
  - Stres (odziv posameznika na stres pripomore k razvoju raznih srčno-žilnih obolenj, posledično tudi na nastanek srčne kapi),
  - Dieta oz. prehrana (zdrava in uravnotežena prehrana dokazano pomaga v borbi proti srčno-žilnim obolenjem; dnevna dieta naj vsebuje hranila z veliko vsebnostjo vitaminov, mineralov, vlaknin ter koristnih maščob),[3]

## Simptomi
Splošni simptom, ki ga občuti bolnik pri kateremu gre lahko za srčno kap čuti pritisk oziroma zbadajočo bolečino za prsnico (angina pektoris/stenokardija) na sredini prsi, ki lahko traja več kot nekaj minut ali pa mine in se znova vrne. Bolečina se širi v ramena, levo roko in po vratu navzgor. Posledično bolnik občuti nelagodje v prsih, omedlevico, potenje, kratko sapo in oteženo dihanje (dispneja). Pri tovrstnih bolnikih pa se lahko pojavijo tudi drugi znaki, ki niso najbolj značilni za to obolenje. Pojavi se lahko v predelu želodca ali trebuha, slabost in vrtoglavica, nerazložljiva zaskrbljenost, vznemirjenost, bolnik lahko čuti nenadno hitro ali nepravilno utripanje srca. Bolnik ima lahko občutek napihnjenosti in slabe prebave, bruha, omotičen ali celo izgubi zavest (sinkopa). Pomembno pa je vedeti, da se lahko simptomi med spoloma razlikujejo. Ženske so bolj dovzetne za kratko sapo, slabost in bruhanje (nausea) ter bolečine na hrbtu ter čeljusti. Krvni tlak se med posamezniki razlikuje, ob bolečini pa je ponavadi povišan (hipertenzija).
Pomembno je da pri občutju prsne bolečine ne čakamo in ne zavlačujemo s pomočjo. Nekatere srčne kapi lahko potekajo hitro in nenadno, večina pa se razvijajo počasi z zmerno bolečino, ki se stopnjuje. Zato takoj, ko občutimo opisane simptome nujno pokličemo nujno medicinsko pomoč na številko 112. Osebi ki se nam oglasi, razložimo okoliščine in povemo katere simptome trenutno občutimo, nato pa sledimo navodilom, ki nam jih je podal dispečer in počakamo na pomoč.

## Prva pomoč
V primeru, da se znajdemo v neposredni bližini osebe, ki čuti zgoraj navedene simptome, smo dolžni ponuditi svojo pomoč in ukrepati, kakor najbolje zmoremo in znamo. Najpomembnejša stvar, ki jo moramo narediti najprej je zagotovitev svoje lastne varnosti in tudi varnosti osebe, kateri pomoč nudimo(se umaknemo s ceste, odstranimo nevarne predmete, opozorimo druge ljudi nase). Osebi pristopimo in se predstavimo, tako stopimo v kontakt in ji ponudimo svojo pomoč. Nato osebo posedemo, najbolje kar na tla. Tako zmanjšamo možnosti raznih poškodb in padcev v primeru, da oseba v nadaljevanju izražanja simptomov izgubi zavest. Prav tako bomo v tem položaju lažje obvladali situacijo in osebo tudi zadržali, da ob padcu ne udari na tla. Seveda moramo poskrbeti, da osebo zavarujemo pred vplivi mokrega in hladnega ali vročega okolja/vremena. V primeru, da je oseba srčni bolnik, ali se zdravi za bolezni srca in ožilja in ima pri sebi zdravila (Aspirin, Nitrolingual), s katerimi si lajša težave, ji pomagamo, da si zdravila tudi aplicira. Če pri katerikoli osebi opazimo, da se pojavljajo zgoraj navedeni simptomi, lahko sklepamo, da gre za srčno kap. V tem primeru vedno pokličemo na številko 112, dispečerju, ki se bo javil na drugi strani zveze razložimo nastalo situacijo, opravimo pogovor, skozi katerega nas bo vodil on in zaprosimo za zdravniško pomoč. Ves čas ostanemo ob osebi in se pogovarjamo ter preverjamo aloi je oseba odzivna, ter ali je dihanje še vedno prisotno.
V primeru, da se oseba tekom našega opazovanja neha odzivati na naš pogovor, ali pa da se ni odzivala že ko smo do nje pristopili, sledimo naslednjim napotkom:
Ko smo ugotovili, da oseba leži na tleh in nam ne odgovarja na naša vprašanja, se približamo, primemo osebo za ramena in rahlo potresemo, čese oseba ne odziva moramo preveriti dihanje. To storimo tako, da z eno roko primemo glavo za čelo, ter z drugo za brado. Glavo zvrnemo raklo nazaj in se približamo ustom. Sedaj izvajamo 3 dejanja hkrati. POSLUŠAMO če oseba diha, GLEDAMO ali se dviguje prsni koš ter ČUTIMO sapo ponesrečenca na svojem licu. To preverjamo 10s. Če oseba ne diha v primeru da tega predhodno še nismo storili, pokličemo na številko 112. Za klic na 112 lahko prosimo tudi morebitne mimoidoče, ali osebe v bližini. V primeru, da oseba ne diha se moramo nemudoma postaviti v položaj za izvajanje TPO (temeljnih postopkov oživljanja). Ob osebi smo v klečečem položaju, eno noga naj bo nekje pri pasu in druga nekje pri rami. Roke položimo na prsni koš in določimo približno sredino prsnega koša s svojimi dlanmi. Nato roki prekrižamo v položaj za izvajanje stisov prsnega koša in začnemo s stiskanjem na sredini prsnega koša. Komolce držimo stegnjene. Naredimo 30 stisov prsnega koša. Nato izvedemo 2 vpiha (to izvajaš, če si usposobljen in zmožen). Tako ponavljamo 30 stisov prsnega koša in 2 vpiha izmenično, do prihoda reševalcev, ali dokler nismo več zmožni izvajati oživljanja. V primeru da je AED (avtomatski eksterni defibrilator) kje v bližini, pošljemo ponj mimoidočega ali katero izmed prisotnih oseb. V trenutku ko dobimo AED do bolnika, ga odpremo, prižgemo če je to potrebno, nalepimo elektrode in sledimo navodilom, ki se bodo zvočno predvajala iz AED. Zelo dobro bi bilo da med priklapljanjem ne prekinemo z izvajanjem TPO, če je to seveda možno.

## Življenje po preboleli srčni kapi
V kolikor je pacientu z akutnim srčnim napadom (akutnim miokardnim infarktom) nudena hitra, ustrezna nujna medicinska pomoč in ob tem ne pride do trajnih poškodb tkiva srca (miokarda), lahko posameznik pod določenimi pogoji živi povsem normalen preostanek življenja.
Vsekakor se po okrevanju in odpustu iz bolnišnice pacientu uvede doživljenjska terapija z zdravili med katere v večini primerov spadajo zdravila za zniževanje krvnega tlaka (antihipertenzivi), zdravila za zniževanje maščob v krvi (antihiperlipemiki), zdravila za redčenje krvi (antikoagulantni). Svetuje se tudi sprememba življenjskega sloga v kolikor je le-ta privedel do pojava srčne kapi kot je npr. kajenje, neustrezna prehrana, stres.
Vsi pacienti, ki ne kažejo posledic prebolele srčne kapi se v nekaj dneh oz. tednih lahko vrnejo k vsakodnevnim aktivnostim, brez kakršnih koli omejitev. Vsekakor je priporočen posvet pri izbranem kardiologu oz. pri osebnem zdravniku, kjer se, v kolikor je to potrebno, aktivnosti prilagodijo glede na fizično zmogljivost posameznika.